# マリー・ラフォレ
マリー・ラフォレ（フランス語: Marie Laforêt, 1939年10月5日 - 2019年11月2日）は、フランス出身の女優、歌手である。本名はマイテナ・ドゥメナク（Maïténa Doumenach）。1978年以降ジュネーヴに在住し、スイス国籍となっていた。

## 来歴

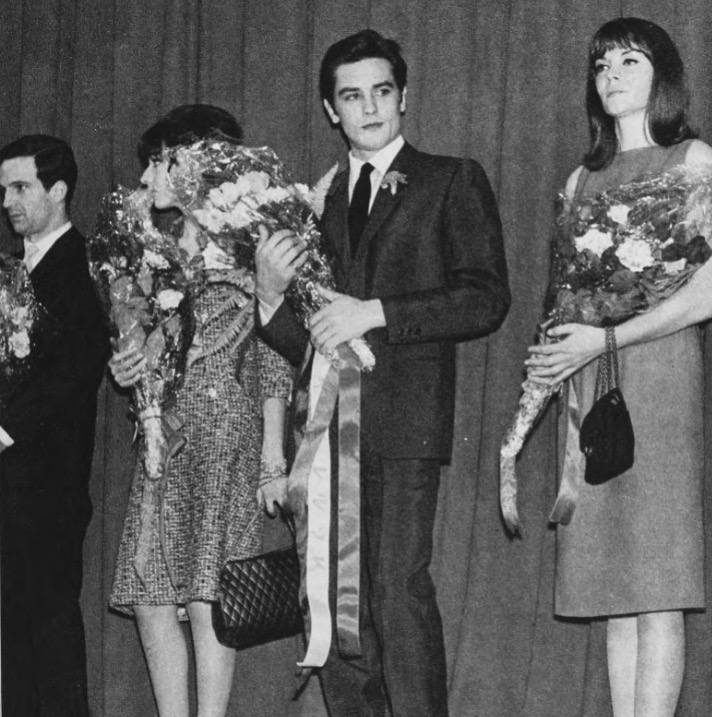
1963年4月1日から10日にかけて第3回フランス映画祭が東京で開かれ、多数の映画人が来日した。左からフランソワ・トリュフォー、マリー・ラフォレ、アラン・ドロン、フランソワーズ・ブリオン。

南仏ジロンド県スーラック＝シュル＝メール（Soulac-sur-Mer, オック語: Solac）生まれ。本名のマイテナはバスク語で『愛されるもの』を意味する。姓のドゥメナクは、父がカタルーニャ系であることを示す。
1959年に姉の替わりに出場したラジオのタレントコンテスト "Naissance d'une Etoile"（スター誕生）で優勝した時にルイ・マル監督に見いだされる。
ルイ・マル監督の作品に出演するチャンスを掴むが、プロジェクト自体がなくなってしまう。しかし、デビュー作となったルネ・クレマン監督の『太陽がいっぱい』（1960年）に出演し、一躍フランスのアイドルとなる。
1960年、映画監督のジャン＝ガブリエル・アルビコッコと結婚。1961年、アルビコッコの監督作『金色の眼の女』に主演した。
1963年4月1日から10日にかけて第3回フランス映画祭が東京都千代田区の東商ホールで開催された。アルビコッコの『金色の眼の女』と『アメリカのねずみ』のほか、『突然炎のごとく』『ミス・アメリカ パリを駆ける』『シベールの日曜日』『女はコワイです』『不滅の女』『地下室のメロディー』『地獄の決死隊』の計9本の長編と、短編映画『ふくろうの河』が上映された。ラフォレ、フランソワ・トリュフォー、アレクサンドラ・スチュワルト、アラン・ドロン、セルジュ・ブールギニョン、アルベール・ラモリス、フランソワーズ・ブリオンらは映画祭に参加するため3月28日に来日した。
アルビコッコとのあいだに1児をもうけるも、1971年に離婚した。同年、アラン・カーン＝スクリーベルと再婚、3人の子供をもうける。
シャンソン歌手としても活躍し、何枚かアルバムを出した。
舞台は、1968年にデビュー。その後は朗読公演などはこなしていたが、1996年ファニー・アルダンから引継ぎロマン・ポランスキー演出による《マスター・クラス》でマリア・カラス役に挑む。これが注目され、99年にはディディエ・ロング新演出による同作を演じて2000年モリエール賞最優秀女優賞にノミネートされ、2009年の再演でも再び候補となった。
2019年11月2日、ヴォー州ジェノリエで死去。80歳没。

## 主な出演映画

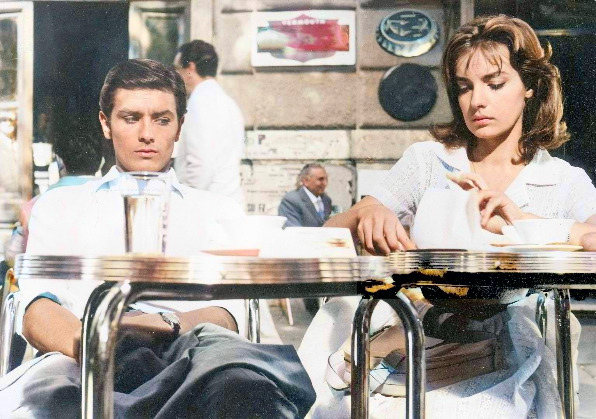
『太陽がいっぱい』（1960年）

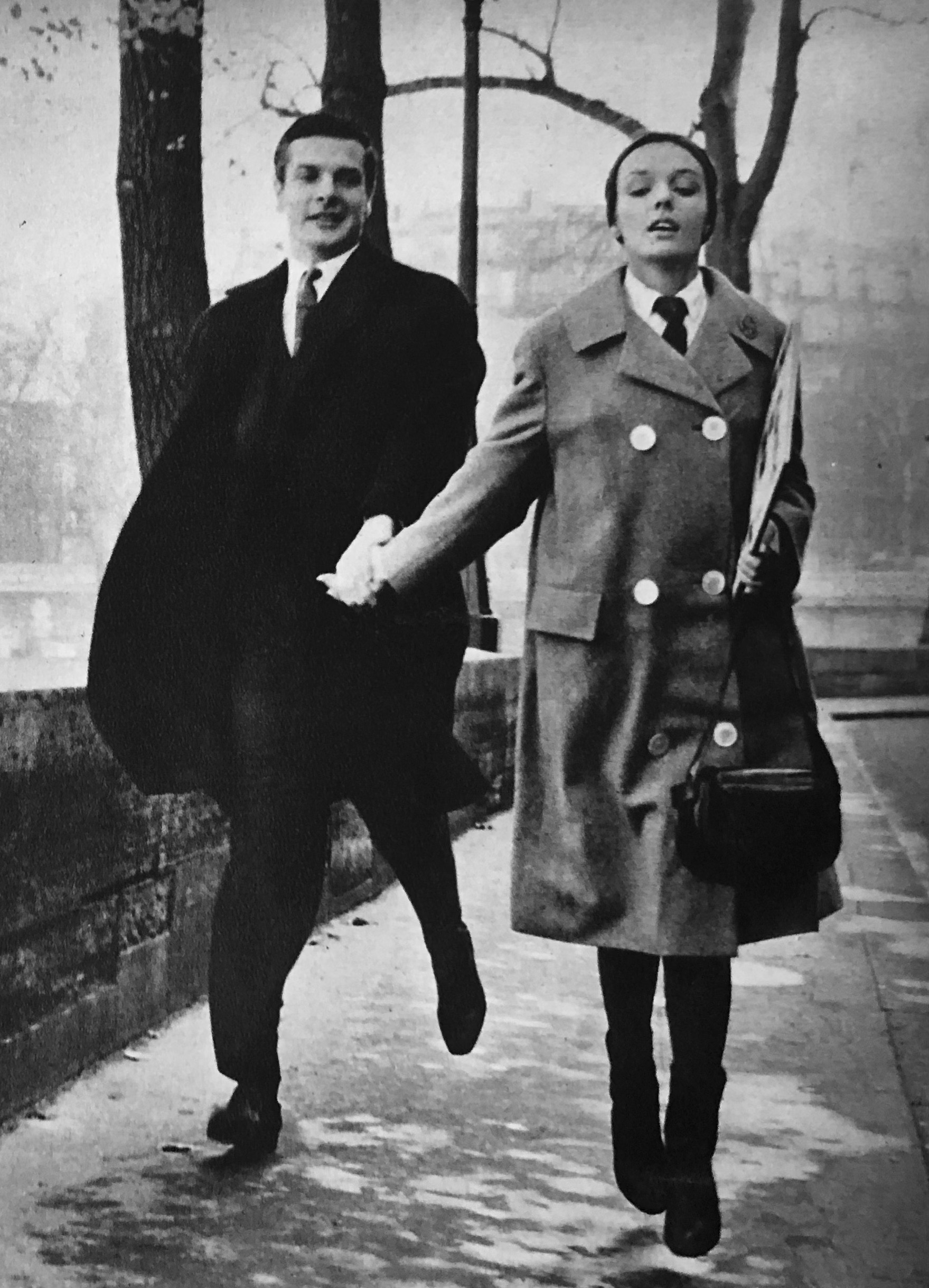
『金色の眼の女』（1961年）

- 太陽がいっぱい（Plein soleil, 1960年）
- 赤と青のブルース（Saint Tropez Blues, 1961年）
- 金色の眼の女（La Fille aux yeux d'or, 1961年）
- 素晴らしき恋人たち（Amours célèbres, 1961年）
- 女は夜の匂い（À cause, à cause d'une femme, 1963年）
- ジャガーの眼（Marie-Chantal contre le docteur Kha, 1965年）
- 国境は燃えている（Le Soldatesse, 1965年）
- J=P・ベルモンドの警部（Flic ou voyou, 1979年）
- ソフィー・マルソー/恋にくちづけ（Joyeuses Pâques, 1984年）
- 宝庫 (Le Pactole, 1985年) シネクラブ上映
- タンゴ ガルデルの亡命（Tangos, l'exil de Gardel, 1985年）
- 世界で一番好きな人 (Dis-moi oui, 1995)
- ティコ・ムーン（Tykho Moon, 1997年）
- プレイバック (Héroïnes, 1997)

## 日本のテレビ番組出演
- スター千一夜（フジテレビ）　-　1963年11月5日

## 参考資料
- 『マリー・ラフォレの伝説と物語』（Contes et legendes de ma vie privee） 持田明子訳、白水社、四六判 268P 1983年9月発行、1785円（絶版）